# Hachiōji
Hachiōji (jap. 八王子市 Hachiōji-shi) – miasto w Japonii, na wyspie Honsiu, w prefekturze metropolitarnej Tokio. Ma powierzchnię 186,38 km². W 2020 r. mieszkało w nim 579 605 osób, w 265 572 gospodarstwach domowych  (w 2010 r. 579 799 osób, w 250 682 gospodarstwach domowych). 
Ważny ośrodek przemysłu włókienniczego (głównie jedwabnego), elektrotechnicznego, chemicznego, optycznego oraz maszynowego. Ośrodek naukowy z licznymi uniwersytetami (m.in. Uniwersytet Chūō).